# Zhang Jie (szermierz)
Zhang Jie (chiń. 张杰; ur. 8 stycznia 1978) – chiński florecista, srebrny medalista mistrzostw świata.
Podczas mistrzostw świata w Seulu w 1999 roku Chińczycy w składzie: Wang Haibin, Ye Chong, Zhang Jie i Dong Zhaozhi zdobyli srebrny w zawodach drużynowych. W rywalizacji indywidualnej zajął tam 26. miejsce.
Wywalczył także złoty medal drużynowo na igrzyskach azjatyckich w Pusan w 2002 roku.